# Zgornji Podgrad
Zgornji Podgrad (nemško Oberburg) je naselje v Občini Dobrla vas v Okraju Velikovec na Koroškem v Avstriji.